# 孟店民宅
孟店民宅又称周家大院，位于中国陕西省咸阳市三原县县城西北5公里的鲁桥镇孟店村，是一处清代民居，已列为陕西省文物保护单位。
孟店民宅是清代巨商、刑部员外郎周占奎（字梅村）的豪宅，始建于清嘉庆年间。咸丰三年（1853年），孟店周氏财产达土地400多亩、商号32处、存银36万两、大房17院。同治十一年（1872年）回乱中，孟店民宅建筑群17院被烧毁16院，仅存此院。
现存建筑群坐南朝北，规模宏大，东西宽13.9米，进深70米，占地面积979.8平方米。沿中轴线自北向南依次为门楼、二门抱亭、前厢房、前厅、后厢房、后楼等。门楼二层五开间，门额“主政第”。门内屏风匾额“克襄内政”，为周梅村岳父胡振欧所赠。前厅包括三开间前堂和五开间大厅。前堂匾额“共咏蓬莱”，楹联“燕翼贻谋堂上箕裘绵福荫，凤毛济美阶前兰桂发奇英”。大厅面阔五间，匾额“谦受益”。内院后楼为二层五开间，楼名“怀古月轩”。砖雕精美。
1950年土改时，孟店民宅被没收分给农民居住。1956年由陕西省文管会出资搬迁收回管理。1978年辟为“孟店民宅阶级教育展览馆”，2006年更名为“周家大院民俗博物馆”。
1992年4月20日，孟店民宅公布为第三批陕西省文物保护单位。